# Atyrá

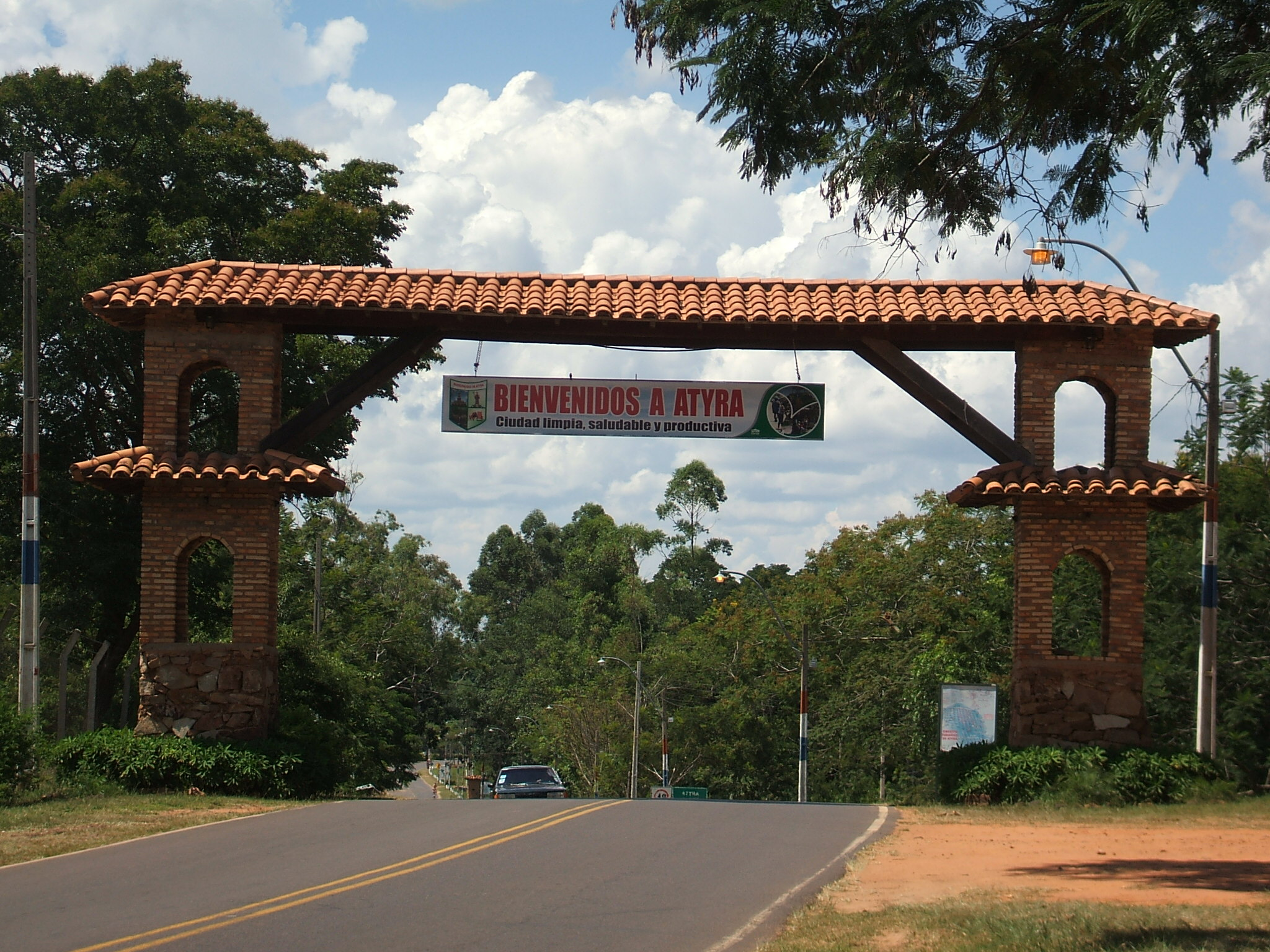
Portal de entrada de Atyrá

Atyrá é um distrito do Paraguai, localizado no departamento de Cordillera.
Foi fundada em 4 de outubro de 1539, por Domingo Martínez de Irala, quando esse era governador do Rio da Prata e do Paraguai.
Em 1580, os franciscanos Luís de Bolaños e Alonso de San Buenaventura, fundaram no local a redução de "San Francisco de Atyra".
A igreja de São Francisco de Assis de Atyrá, preserva o altar da época dos missionários e imagens sacras talhadas em madeira no estilo barroco hispano-guarani.
Em 1998, o altar foi restaurado por Estela Rodríguez Cubero. Naquela ocasião, a tarefa de recuperar as cores originais, coube à equipe da Secretária Nacional de Cultura, dirigida pela arquiteta Clarisse Insfrán Echauri, que contou com a colaboração de restauradores como Verônica Verón.

## Transporte
O município de Atyrá é servido pelas seguintes rodovias:
- Caminho em pavimento ligando a cidade ao município de Altos
- Caminho em terra ligando a cidade ao município de Tobatí
- Caminho em terra ligando a cidade ao município de Caacupé[3][4][5]